# Matteo Rabottini
Matteo Rabottini (Pescara, 14 agosto 1987) è un ciclista su strada italiano, professionista dal 2011. Ha vinto una tappa al Giro d'Italia 2012 e la classifica GPM di quell'edizione della "Corsa rosa".

## Carriera
Matteo Rabottini, figlio di Luciano Rabottini, ciclista professionista degli anni ottanta, inizia a correre all'età di 18 anni, da juniores di secondo anno. Nella categoria dilettanti corre con la Aran Cucine di Montesilvano: i risultati arrivano rapidamente, fino a portarlo a diventare nel 2009, ad Imola, campione italiano in linea Under-23. La vittoria gli vale un contratto da stagista con la Lampre-Farnese Vini per la seconda parte del 2010, anno in cui, prima del salto nel professionismo, riesce a ottenere altri importanti risultati come una vittoria di tappa al Girobio.
Nel 2011 debutta ufficialmente da professionista con la Farnese Vini-Neri Sottoli di Luca Scinto, con cui ottiene la prima vittoria da pro aggiudicandosi la quinta tappa del Presidential Cycling Tour of Turkey, e con cui già nel 2011 corre il suo primo Giro d'Italia. Nel maggio 2012 si aggiudica la quindicesima tappa del Giro d'Italia, da Busto Arsizio al Pian dei Resinelli, sua prima vittoria in carriera nella "Corsa rosa", superando negli ultimi 70 metri lo spagnolo Joaquim Rodríguez, che era riuscito a recuperare tutti i fuggitivi di giornata, dopo essere stato in fuga per oltre 150 chilometri. Conclude quel Giro aggiudicandosi la maglia azzurra che contraddistingue il vincitore della classifica degli scalatori dopo la vittoria del GPM di Teglio durante la penultima tappa. In stagione si classifica anche terzo alla Coppa Sabatini e al Gran Premio Bruno Beghelli.
Dopo un 2013 senza particolari acuti (ottiene piazzamenti Top 10 in alcune gare italiane, tra cui il Trofeo Melinda valido come campionato nazionale in linea), nel 2014 conclude al diciassettesimo posto il Giro d'Italia e al terzo posto il Trofeo Melinda, nuovamente valido come prova in linea dei campionati italiani. In settembre, a seguito di un controllo antidoping fuori competizione effettuato il 7 agosto, viene però trovato positivo all'Epo e quindi escluso dalla lista dei preconvocati per il campionato mondiale di Ponferrada; successivamente viene squalificato dall'Unione Ciclistica Internazionale per un anno e nove mesi, fino al 6 maggio 2016.
Scontata la squalifica, Rabottini rientra alle competizione nel maggio 2016 con la formazione Continental italo-croata Meridiana-Kamen.

## Palmarès
- 2008 (Aran Cucine-BLS, una vittoria)

Gran Premio Ciclistico San Basso
- 2009 (Aran Cucine-Cogem, una vittoria)

Campionati italiani, Prova in linea Under-23
- 2010 (Aran Cucine-D'Angelo & Antenucci-Cogem, quattro vittorie)

Gran Premio d'Apertura - Fermo
Trofeo Gruppo Meccaniche Luciani
9ª tappa Girobio (Firenze > Gaiole in Chianti)
Targa Crocifisso
- 2011 (Farnese Vini-Neri Sottoli, una vittoria)

5ª tappa Presidential Cycling Tour of Turkey (Denizli > Fethiye)
- 2012 (Farnese Vini-Neri Sottoli, una vittoria)

15ª tappa Giro d'Italia (Busto Arsizio > Pian dei Resinelli)

### Altri successi
- 2012 (Farnese Vini-Neri Sottoli)

Classifica scalatori Giro d'Italia

## Piazzamenti

### Grandi Giri
- Giro d'Italia

2011: 113º
2012: 60º
2013: 55º
2014: 17º

### Classiche monumento
- Milano-Sanremo

2013: 34º
2014: ritirato
- Giro di Lombardia

2012: 19º